# Thủ ấn

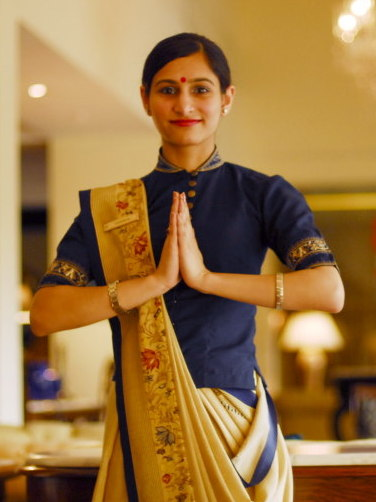
Chắp tay lại cùng với một nụ cười để thực hành cử chỉ chào Namaste - một thể hiện văn hóa phổ biến ở Ấn Độ.

Trong Ấn Độ giáo và Phật giáo, Ấn (mudrā (/muˈdrɑː/ ⓘ, chữ Nho: 印; chữ Tạng: ཕྱག་རྒྱ་ phyag rgya}) hay ấn tướng, ấn thủ là một dấu hiệu thể hiện qua tác động thân thể, thường là cử chỉ của tay, hay chính xác hơn vị trí và tư thế của bàn tay và ngón tay. Ấn tướng cũng được dùng trong các điệu vũ truyền thống của Ấn Độ và cả trong cuộc sống hàng ngày, như cử chỉ chào Namaste (Namas + te, Devanagari: नमस् + ते = नमस्ते). Các cuộc khai quật khảo cổ nền văn minh Ấn Độ cho thấy nhiều tượng đất nung có niên đại từ 3000 đến 2000 năm trước Công nguyên với tay đặt trong tư thế Namaste.
Trong khi một số mudra liên quan đến toàn bộ cơ thể, hầu hết được thực hiện với những bàn tay và ngón tay. Một Mudra là một cử chỉ tượng trưng tinh thần và một dấu ấn tràn đầy năng lượng của tính xác thực sử dụng trong các hình tượng và thực hành tâm linh của các tôn giáo tại Ấn Độ.
Một trăm lẻ tám (108) mudra được sử dụng trong các nghi thức Tantra (Đát-đặc-la) thường xuyên.
Trong yoga, mudra được sử dụng kết hợp với Prāṇāyāma (bài tập thở yoga), nói chung là trong khi ngồi trong tư thế Padmāsana (Liên hoa tọa), Sukhāsana hoặc vajrāsana, để kích thích các bộ phận khác nhau của cơ thể có liên quan với hơi thở và ảnh hưởng đến dòng chảy của prāṇa (năng lượng sống) trong cơ thể.
Trong tranh tượng Phật giáo, các đức Phật thường được trình bày với một tư thế tay đặc biệt, vừa là một cử chỉ tự nhiên, vừa là một dấu hiệu của tính chất Phật (Phật tính). Trong Đại thừa, các Thủ ấn chỉ các ấn nơi tay, đều tương ứng với các ý nghĩa đặc biệt, đối lập với Khế ấn là những tư thế khác như cầm ngọc, tọa thiền... Đặc biệt, trong các tông phái như Thiên Thai tông, Kim cương thừa, các ấn này thường đi đôi với Man-tra. Ngoài ra, các ấn này giúp hành giả chứng được các cấp tâm thức nội tại, bằng cách giữ vững những vị trí thân thể nhất định và tạo mối liên hệ giữa hành giả với các vị Phật hoặc Đạo sư trong lúc hành trì một Thành tựu pháp (sa. sādhana).

## Các ấn quan trọng trong Phật giáo
Có 10 ấn quan trọng nhất.

### Ấn thiền (sa.dhyāni-mudrā)

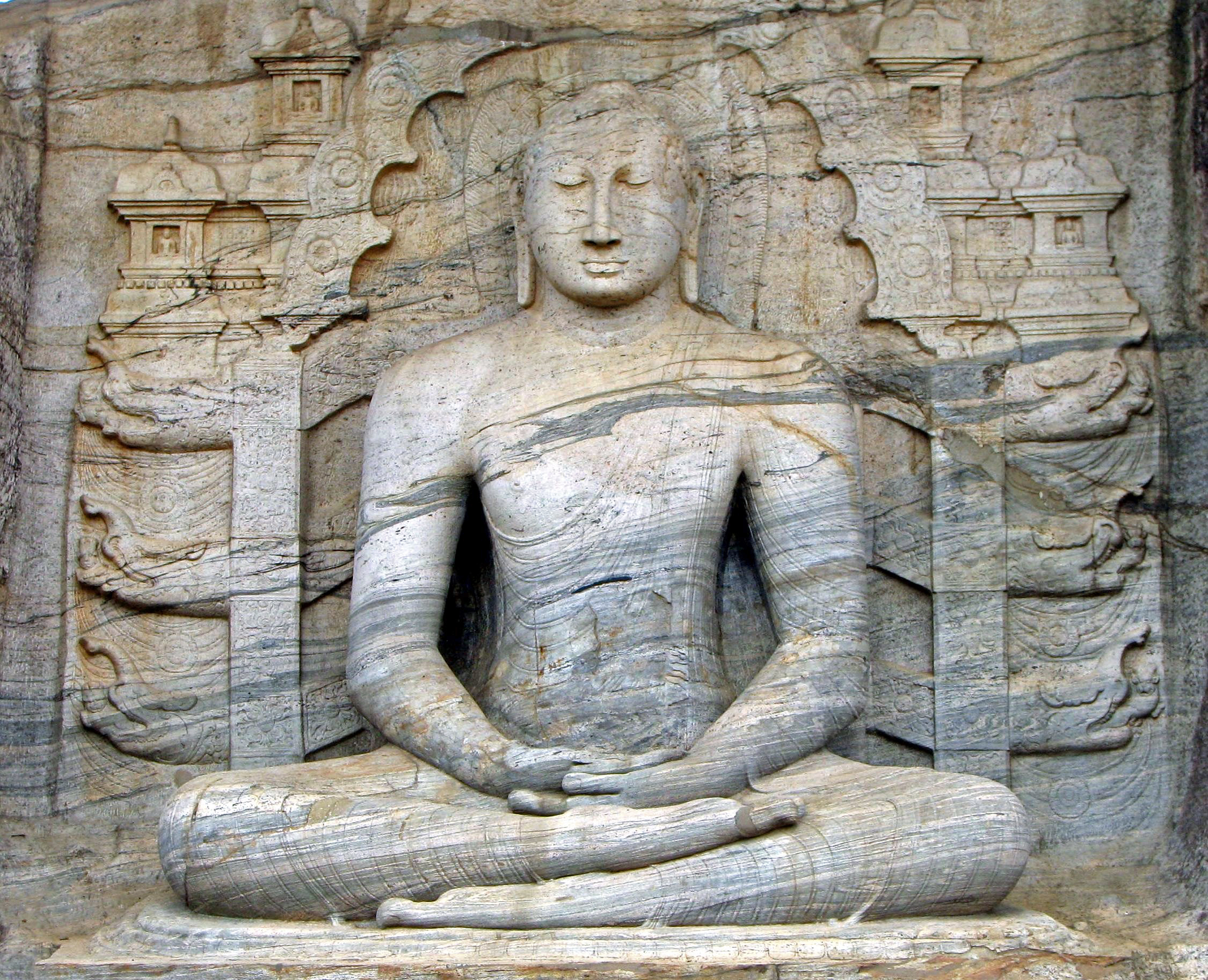
Tượng Phật tọa thiền tại Chùa Gal Viharaya, Polonnaruwa, Sri Lanka.

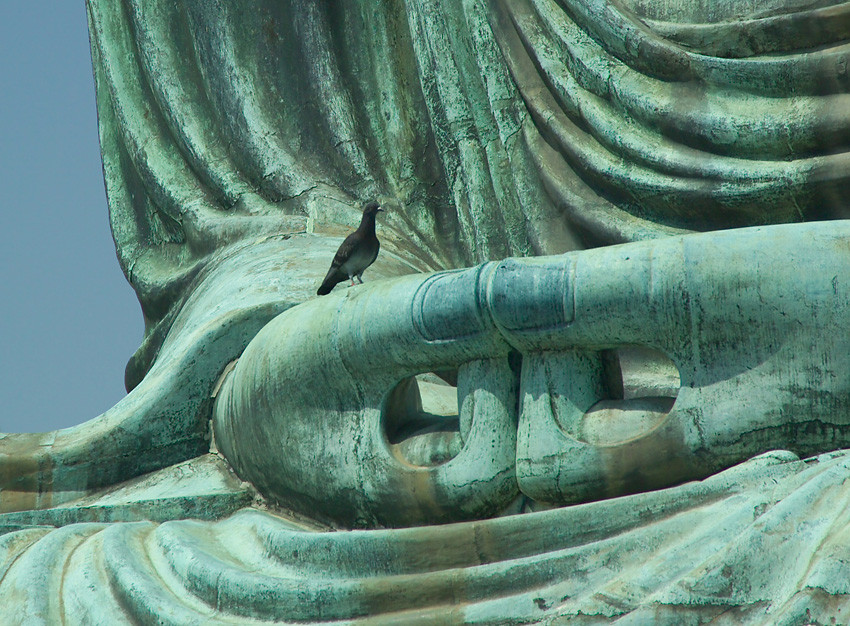
Hai bàn tay trong ấn thiền của tượng Phật A Di Đà tại Kotokuin, Nhật Bản

Trong ấn này, lưng bàn tay mặt để trên lòng bàn tay trái, hai ngón cái chạm nhau. Hai bàn tay để trên lòng, ngang bụng. Bàn tay mặt phía trên tượng trưng cho tâm thức giác ngộ, bàn tay trái phía dưới tượng trưng thế giới hiện tượng. Ấn quyết này biểu lộ sự giác ngộ đã vượt lên thế giới hiện tượng, nó cũng biểu lộ tâm thức giác ngộ đã vượt qua tâm thức phân biệt, trong đó Luân hồi hay Niết-bàn chỉ là một.
Ấn thiền có một dạng khác, thường chỉ thấy tại Nhật Bản, trong đó các ngón tay giữa, ngón đeo nhẫn và ngón út của hai bàn tay nằm lên nhau, ngón cái và ngón trỏ mỗi tay tạo thành hai vòng tròn chạm nhau, hai vòng tròn đó biểu tượng thế giới chân như và thế giới hiện tượng. Ấn này hay được tạo hình nơi tranh tượng của Phật A-di-đà và hay được gọi là Ấn thiền A-di-đà. Trong Thiền tông, thiền giả lại để bàn tay trái trên bàn tay mặt lúc tọa thiền. Điều này thể hiện thân trái (tĩnh) nằm trên thân phải (động), nhằm chỉ rõ thái độ trầm lắng của Thiền tông.

### Ấn giáo hóa (sa.vitarka-mudrā)

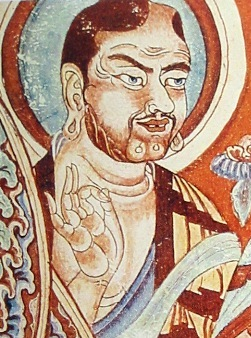
Ấn giáo hóa

Khi làm ấn này, tay mặt chỉ lên, tay trái chỉ xuống, hai lòng bàn tay chỉ tới trước. Trong mỗi tay, ngón trỏ và ngón cái chạm nhau, làm vòng tròn. Bàn tay mặt đưa ngang vai, bàn tay trái ngang bụng. Trong một dạng khác của ấn giáo hóa, lòng bàn tay trái hướng lên, để ngang bụng, tay mặt ngang vai, ngón tay trỏ và tay cái làm hình tròn. Trong một dạng khác thì ngón trỏ và ngón út duỗi thẳng, ngón giữa và đeo nhẫn co lại. Lòng bàn tay trái hướng lên, tay mặt hướng xuống. Người ta hay bắt gặp ấn giáo hóa nơi tranh tượng Phật A-di-đà, có khi nơi Phật Đại Nhật (sa. mahāvairocana).

### Ấn chuyển pháp luân (sa.dharmacakrapravartana-mudrā)

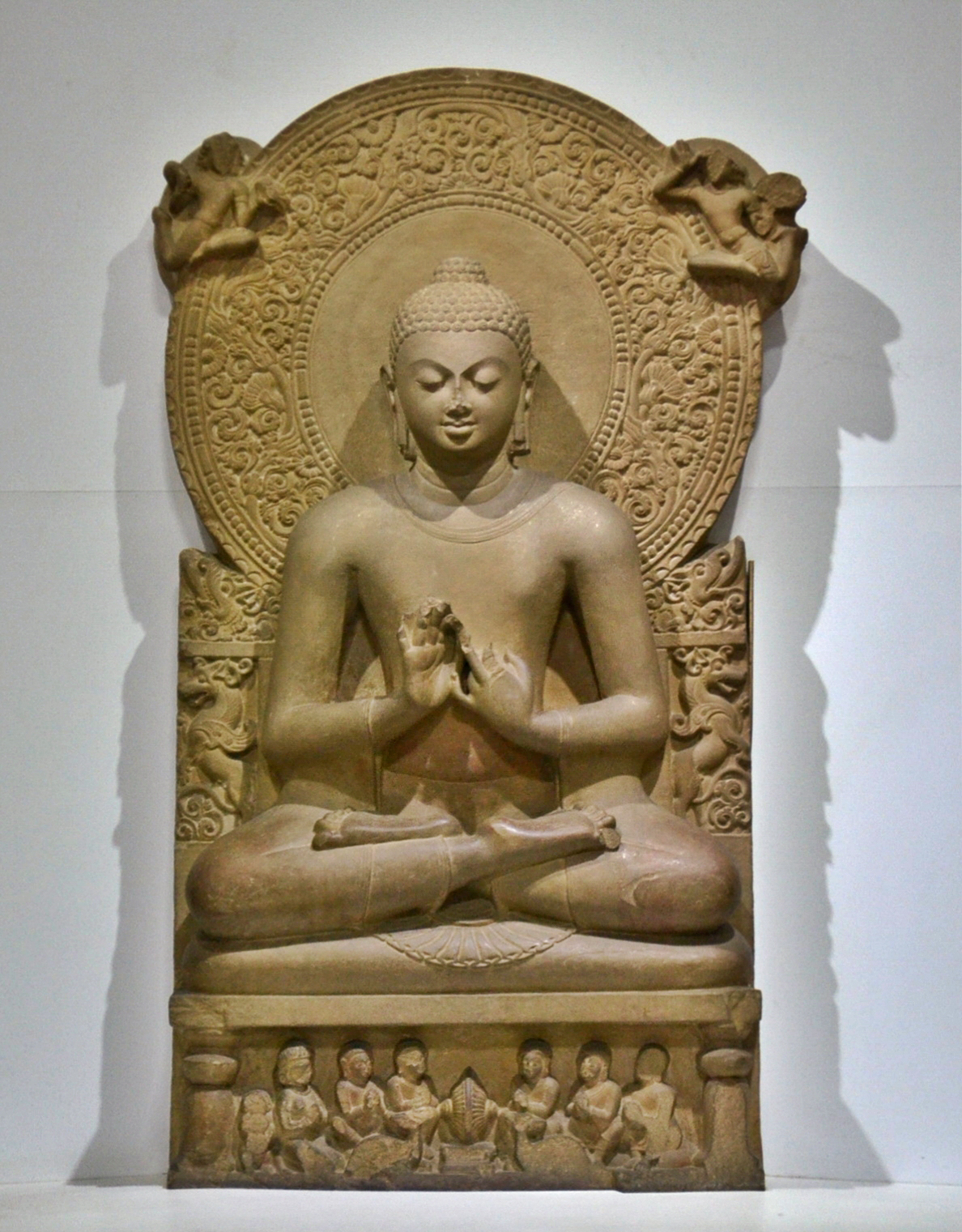
Tượng Phật Thích Ca cho thấy ấn chuyển pháp luân

Với ấn chuyển pháp luân, tay trái hướng vào thân, tay mặt hướng ra. Trong mỗi tay, ngón trỏ và ngón cái chạm nhau thành vòng tròn, hai vòng tròn đó chạm nhau. Người ta hay thấy ấn chuyển pháp luân nơi tranh tượng của Phật Thích Ca, Phật A Di Đà, Phật Đại Nhật và Phật Di-lặc.

### Ấn Chạm Đất (sa.bhūmisparśa-mudrā)

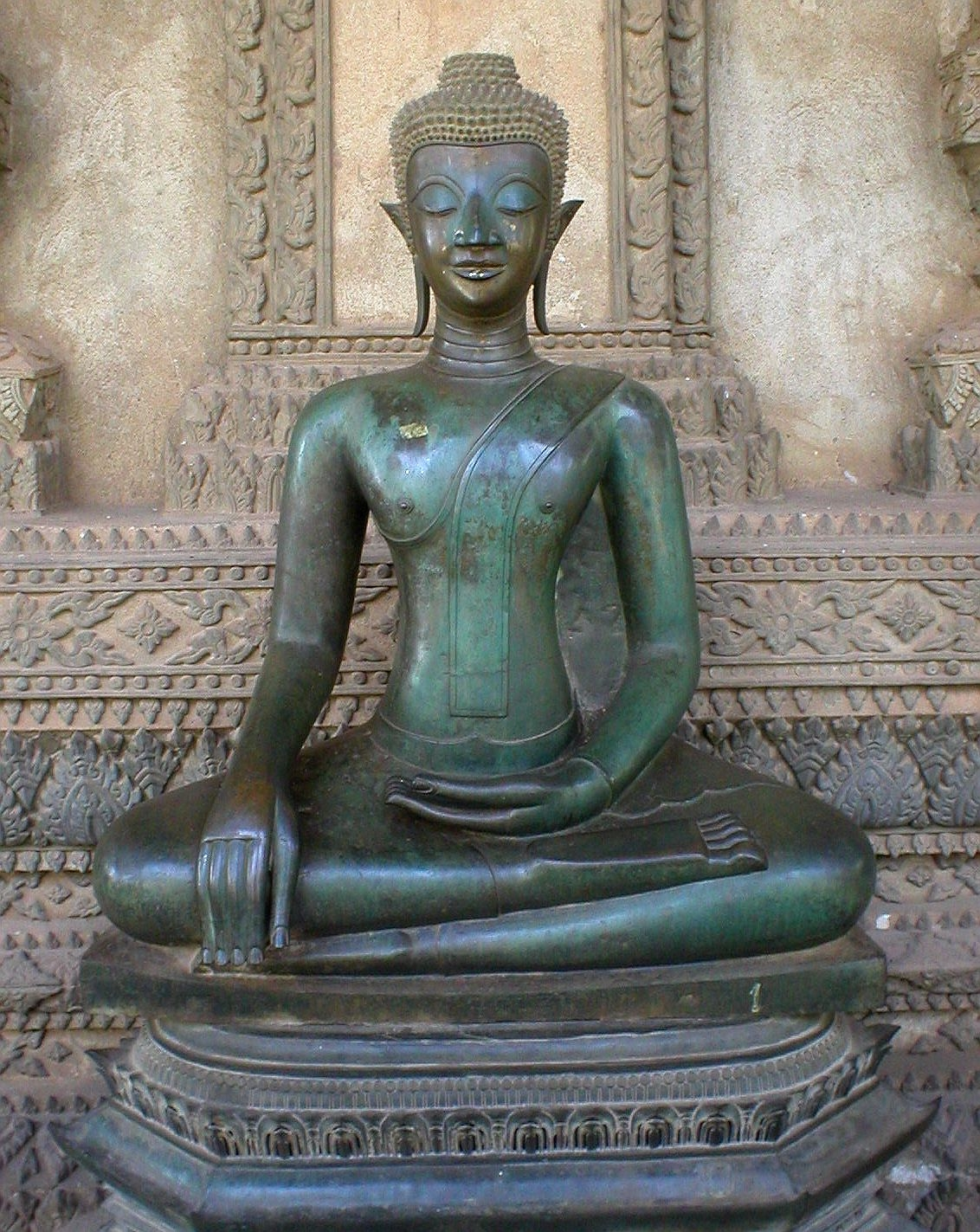
Ấn xúc địa

Trong ấn Chạm Đất, lòng bàn tay trái hướng lên trên, đặt ngang bụng, tay mặt chỉ xuống với những ngón tay của tay phải duỗi ra chạm mặt đất, lưng tay mặt xoay tới trước. Đó là ấn quyết mà đức Thích Ca gọi trái đất chứng minh mình đạt Phật quả và cũng là dấu hiệu của sự không lay chuyển, vì vậy Phật Bất Động (Akṣobhya) cũng hay được trình bày với ấn này.

### Ấn vô úy (sa.abhaya-mudrā)

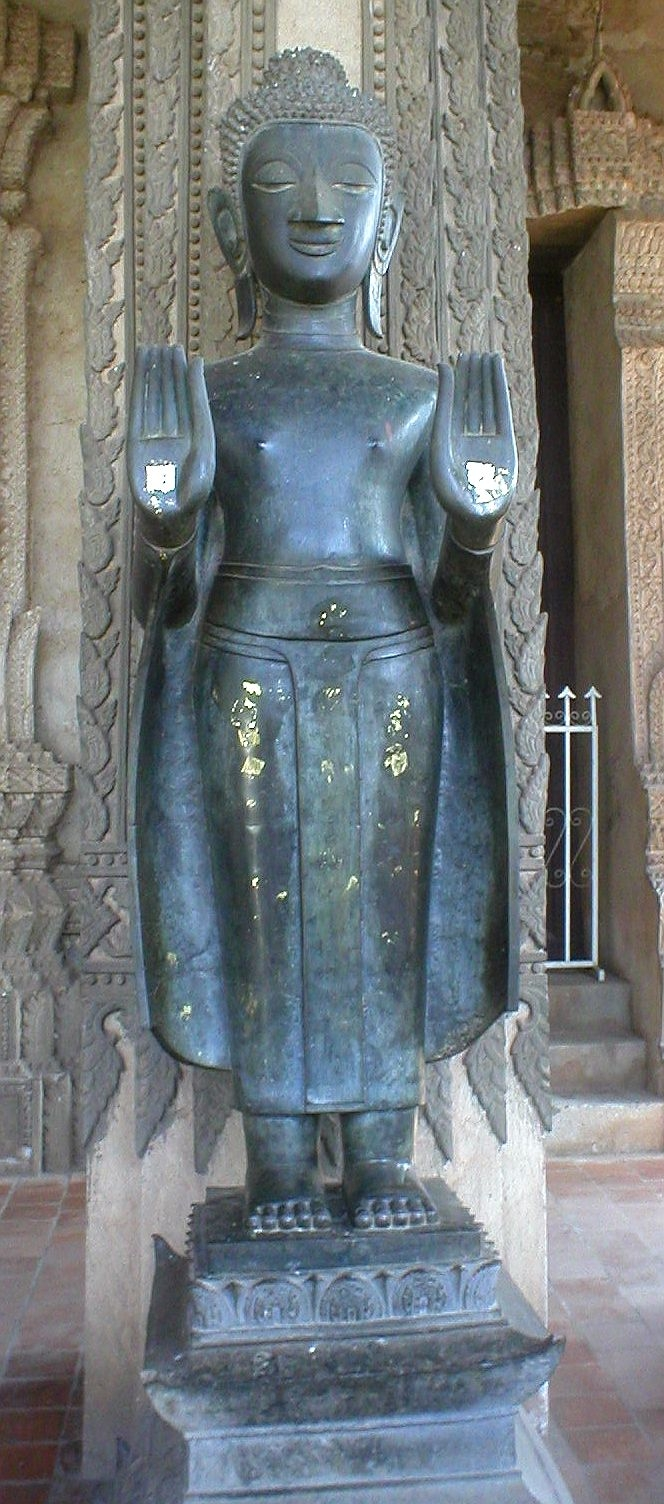
Ấn vô úy

Trong ấn này, tay mặt với các ngón tay duỗi ra chỉ về phía trước, ngang tầm vai. Đây là ấn quyết mà Phật Thích Ca sử dụng ngay sau khi đắc đạo. Phật Bất Không Thành Tựu (sa. amoghasiddhi) cũng hay được trình bày với ấn này.

### Ấn thí nguyện (sa.varada-mudrā)

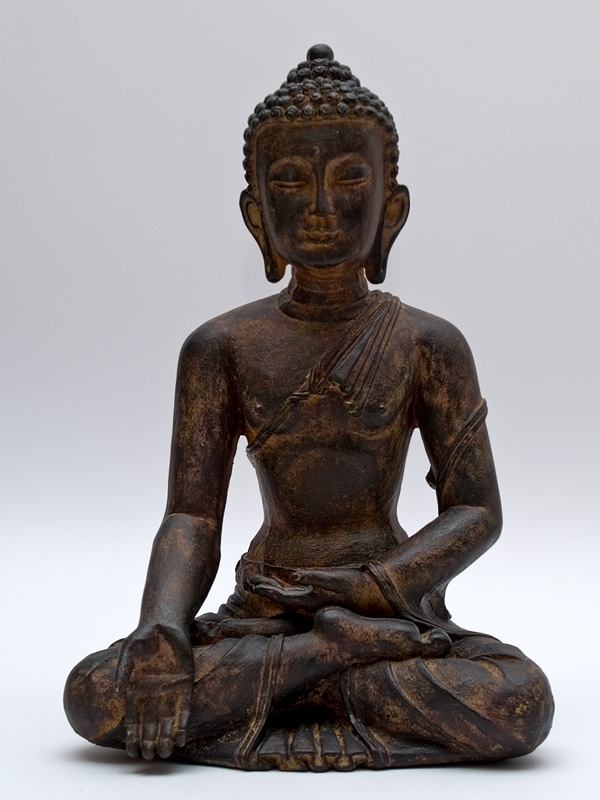
Ấn thí nguyện

Ấn thí nguyện cũng được gọi là Dữ nguyện ấn hay Thí dữ ấn. Thí nguyện là cho phép được toại nguyện, lòng tay mặt hướng về phía trước, bàn tay chỉ xuống. Nếu ở tượng Phật Thích Ca là đó biểu hiện gọi trời (xem ấn xúc địa) chứng minh Phật quả. Phật Bảo Sinh (sa. ratnasambhava) cũng hay được diễn tả với ấn quyết này. Trong một dạng khác, ngón trỏ và ngón cái chạm nhau thành vòng tròn. Ấn vô úy và ấn thí nguyện hay được trình bày chung trong một tranh tượng. Thường tay mặt bắt ấn vô úy, tay trái ấn thí nguyện. Tượng đứng của các vị Phật hay có hai ấn này.

### Ấn tối thượng bồ-đề (sa.uttarabodhi-mudrā)

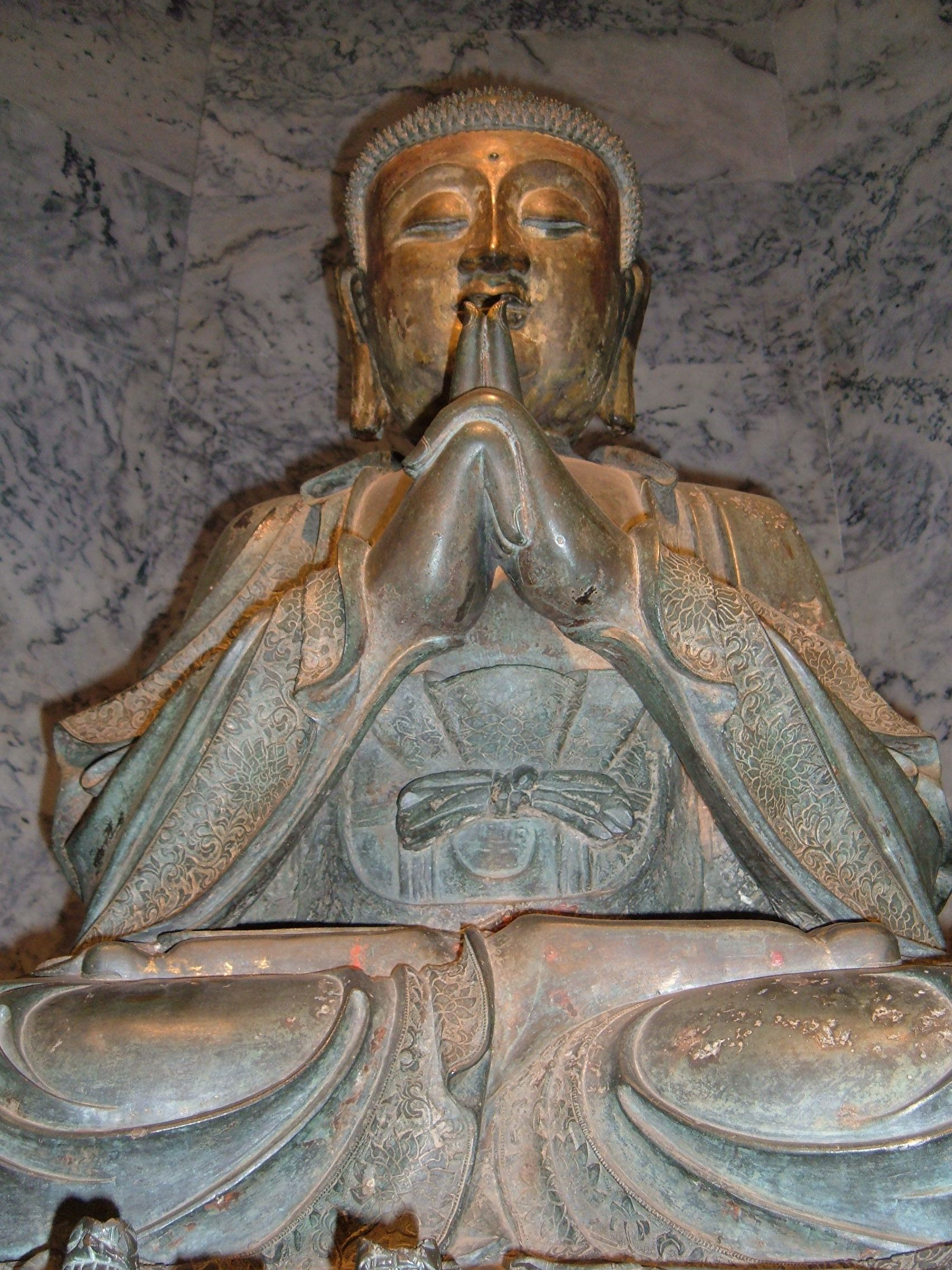
Ấn tối thượng bồ-đề

Khi thực hiện ấn này, hai bàn tay chắp ngang ngực, hai ngón trỏ duỗi thẳng chạm vào nhau, như mũi nhọn của một Kim cương chử. Các ngón khác lồng vào nhau, hai ngón cái chạm nhau hay để lên nhau. Tranh tượng của Phật Đại Nhật hay được trình bày với ấn này.

### Ấn trí huệ vô thượng (sa.bodhyagri-mudrā)
Ấn này đòi hỏi ngón tay trỏ của bàn tay mặt được năm ngón kia của tay trái nắm lấy. Ấn này người ta hay thấy nơi Phật Đại Nhật. Trong Mật tông có nhiều cách giải thích ấn này, nhưng nói chung một ngón tay chỉ rõ sự nhất thể của vạn sự và năm ngón kia chỉ tướng trạng vô cùng của thế giới hiện tượng.

### Ấn hiệp chưởng (sa.añjali-mudrā)

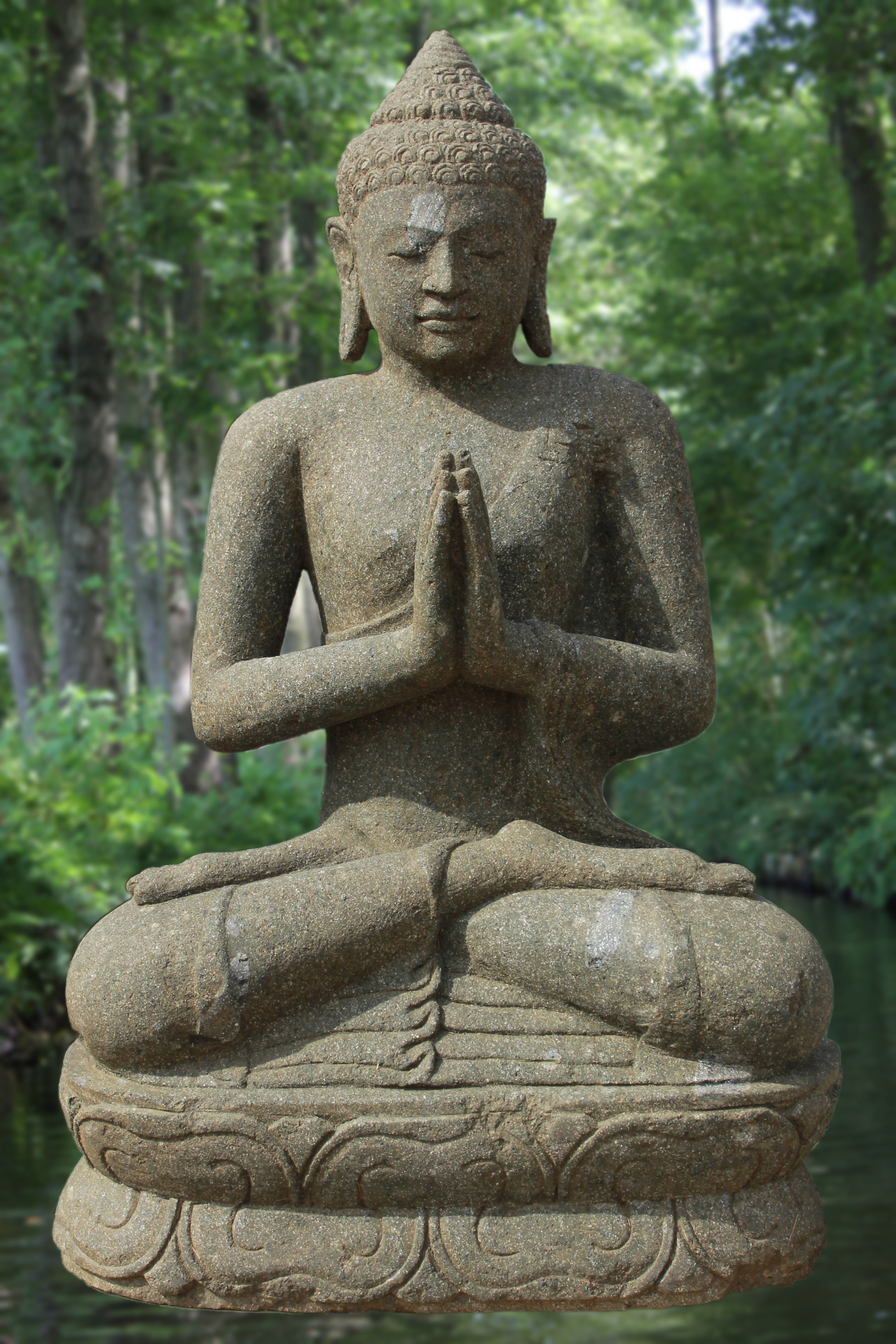
Ấn hiệp chưởng

Với ấn này, hai bàn tay chắp trước ngực, được sử dụng để tán thán, ca ngợi, và cũng là cử chỉ chào hỏi thông thường tại Ấn Độ. Với dạng ấn, hai bàn tay chắp lại chỉ Chân như. Trong các tranh tượng, Phật và các vị Bồ Tát không bao giờ được trình bày với ấn này vì trong Ba thế giới, không có ai vượt ngoài trí huệ của chư vị và vì vậy, chư vị không cần phải tán thán ai cả.

### Ấn kim cương hiệp chưởng (sa.vajrapradama-mudrā)

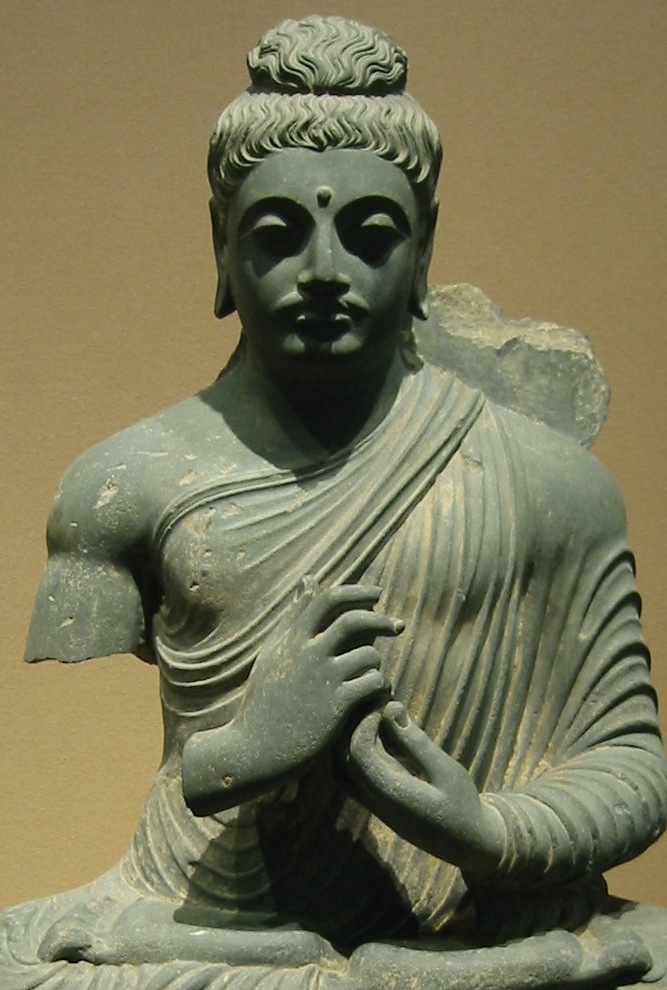
Ấn kim cương hiệp chưởng

Khi làm ấn này, đầu ngón tay của hai bàn tay chắp vào nhau. Ấn này là biểu hiện của tín tâm bất động, vững chắc như Kim cương (sa. vajra).